# 雨森宗真
雨森 宗真（あめのもり そうしん）は江戸時代の医師、漢詩人。越前大野藩医。山本北山に学び、公安派に与した。著書に『詩訟蒲鞭』『松蔭医談』。箱根弁天山にある恩人碑の建立者。なお、次代も宗真を称した。

## 経歴
宝暦6年（1756年）越前国大野郡笹島道忠家に生まれ、宗忠と称して大野藩医を務めた。笹島家は兄伯教が継ぐため、江戸に出て、安永4年（1775年）閏12月6日叔父雨森宗的の養子となった。
安永7年（1778年）3月3日本道出、3人扶持、刀番上座。天明6年（1786年）12月22日家督相続し、150石を給され、12月27日宗信と改めた。文化6年（1809年）7月28日将軍徳川家斉に御目見し、文化7年（1810年）9月11日無格。
文化12年12月10日（1816年1月8日）病死。戒名は二翠軒牛南九昔居士。

## 詩風
山本北山に経史を学んだ。北山は袁中郎の公安派を奉じて古文辞学的な作詩法を非難し、天明3年（1783年）『作文志彀』『作詩志彀』を刊行すると、宗真もこれを携えて大野に帰郷し、同僚松村九山に見せるなどして布教したが、九山には9月『詞壇骨鯁』による反論を受けた。天明5年（1785年）宗真は『詩訟蒲鞭』を刊行して北山擁護の論陣を張り、何忠順『駁詩訟蒲鞭』によって批判を受けている。

## 著書
- 『論語賓節』 - 慶應義塾大学浜野文庫所蔵[5]。
- 『詩訟蒲鞭』
- 『松蔭医談』 - 寛政元年（1789年）以前成立、寛政11年（1799年）刊。『杏林叢書』第4輯所収。
- 『脈候本義』[6]
- 『万日記行』[7]
- 『筆京』[7]
- 『松蔭春秋』[7]
- 『牛南子』[7]
- 『牛南詩鈔』[7]
- 『小川藤吉郎伝』 - 小川泰山『泰山遺説』附録。
- 『姑存集』[7]
- 『歳時問答』[7]
- 『雑鳩』[7]
- 『傷寒論講義』[7]
- 『冬窓呵筆』[7]
- 『薬石外編』[7]
- 『療治大概』[7]

## 恩人碑
寛政7年（1795年）春、箱根芦之湯弁天山に昔の恩人堺屋嘉兵衛のために建立したもの。
宗真が20歳の頃、臁瘡を療養するため芦之湯に滞在したところ、同宿者の詐欺に遭い、多額の借金を負い、帰郷後厳しい取り立てにあった。親戚等にも助けを断られたが、出入りの薬種商堺屋嘉兵衛が借金を肩代わりしてくれ、勘当の危機を脱することができた。ところが、嘉兵衛はまもなく疫病で急死し、その妻女も帰郷して消息を絶った。20年後芦之湯を再訪した際、嘉兵衛への恩を思い出し建てたものという。
大正5年（1916年）大町桂月が碑文を注釈しているほか、田山花袋も『箱根紀行』で碑の存在に触れている。大正12年（1923年）関東大震災、昭和5年（1930年）北伊豆地震で2度傾倒し、いずれも子孫杉浦宗三郎により再建された。
戦前、死後子孫も知れない無名の恩人のために碑を建てたことは子孫の感謝や世間の賞賛等の見返りを期待しない強力な道徳意識の表れだとして賞賛され、東京商科大学峯間信吉により堺市助役横山藤吾、『大阪毎日新聞』等を通じて堺屋嘉兵衛の子孫が探索され、新在家町東一丁目14番地の河盛房吉が子孫と突き止められた。また、峯間の朝鮮総督府学務局編輯課への働きかけにより、『普通学校国語読本』巻12に恩人碑の逸話が掲載された。

### 碑文
```
恩人碑
往歳、余患臁瘡、遊此地。浴于此温泉、甚有験。而時年才弱冠、為同游人所賺欺。蕩尽齎資、尚且負餘債、而帰。無辞於対家厳。其人亦尋至、取償酷急。勢之所逼、一身安危、殆不可自知。乃謀之親戚故旧、皆如途人。特売薬店中、有堺屋嘉兵衛者、偶来候起居、視余之鬱陶、而懇訊不置。豈啻懇訊不置、即為余為百計千苦、遂倒竭其家産、償債滅券、如事皆自己者矣。未幾、嘉兵衛染疫死。有女無男。其妻携其女、返于郷国数百里之外矣。山川遼絶、杳無消息也。今茲寛政乙卯之春、余再慕温泉奇験、而遊此地。二十年之久、事変物易。往昔之感、触境輒動。於是乎嘉兵衛之恩、嘉兵衛之義、亦益簇乎胸臆、追念不自勝。嗚呼、当年無嘉兵衛也、則一身安危、猶未可知也。安得今日再遊為必有之。今日既已有此再遊也、則又安得不為嘉兵衛有此感、而有此勒石之挙。銘曰、恩人兮恩人、為我傾家産。恩人今何在、逝兮不復返。恩人兮恩人、報汝有斯撰。茲表金石義、世世願無限。
東都　雨森宗真撰
```

## 笹島家
越前国牛首村の南村出身で、号の牛南はこれに由来するという。
1. 笹島宗意 - 今大路道三（曲直瀬玄淵）に医学を学び、「道」字を賜った[1]。
2. 笹島宗伯（道忠、慶西）[15]
3. 笹島宗続（道忠、円休）[15]
4. 笹島伯秀（道忠、全休） - 宗真実父[1]。
5. 笹島伯教（道忠、宗範、叔規） - 不行跡により三都・越前国構となった兄宗意に代わり家督を継いだが[16]、安永5年（1776年）二川宿で急死[1]。
6. 笹島宗恕（道忠、東廬） – 著書に『医聖堂雑話』[1]。
7. 笹島道伯宗英[17]

- 笹島次郎 – 東京文理科大学会計課勤務[14]。

## 雨森家
多田満仲を祖と称し、恩人碑のある弁天山には満仲の塔も存在する。菩提寺は浅草蔵前片町寿松院だったが、関東大震災後墓所は多磨霊園に移された。
- 雨森良益（孫次郎） - 丹波国園部町医葛野良意に医術を学んだ[20]。

1. 雨森宗信清保（貞享3年（1686年） - 明和元年（1764年）12月19日） - 良益の嫡孫。大野藩侍医石川宗信清隆に医学を学び、「信」「清」二字を賜った[20]。享保13年（1728年）3月30日内科医として出仕[21]。
2. 雨森宗的栄将（宗益、宗信、黙笑、正徳5年（1715年） - 寛政4年（1792年）閏2月29日）  - 笹島伯秀次男[16]。
3. 雨森宗真
4. 雨森宗真（宗益謙、安永8年（1779年） - 天保12年（1841年）5月4日） - 信濃国阿島陣屋旗本知久監物の手医師柴田宗呈（貞）の息子[22]。新島襄母とみが奉公した[23]。

### 小川町雨森家
1. 雨森宗益年美（香芸軒）[24] – 宗益妾腹。大野藩江戸詰医、高松藩御扶持方。嘉永7年（1854年）5月没[19]。
2. 雨森宗益 – 信濃国飯田佐竹家出身。高松藩侍医の後、神田で町医となった[25]。明治29年（1896年）没[19]。三男に鉄道技師杉浦宗三郎。
3. 雨森巳之吉 – 宗三郎次男。横浜正金銀行東京支店勤務[26]。

### 大野雨森家
1. 雨森宗寿直温[24]（文化元年（1804年） - 安政5年（1858年）） - 大野藩医。天保8年（1837年）大坂加番に従った際、大塩平八郎の乱を目撃している[20]。
2. 雨森宗叔（宗次郎）[24] – 維新後医業を廃し、引き続き土井利章家で家扶を務めた[19]。
3. 雨森信一 – 川越市役所勤務[25]。